# زملول قوقازي
زملول قوقازي (الاسم العلمي: Exobasidium caucasicum) هو نوع من الفطريات يتبع جنس الزملول من فصيلة الزملولية.